# Cycnidolon minutum
Cycnidolon minutum är en skalbaggsart som beskrevs av Martins 1960. Cycnidolon minutum ingår i släktet Cycnidolon och familjen långhorningar. Inga underarter finns listade i Catalogue of Life.